# 世界ビデオゲームの殿堂
世界ビデオゲームの殿堂（せかいビデオゲームのでんどう、英: World Video Game Hall of Fame）は、世界に影響を与えたビデオゲームの紹介を目的とするアメリカ合衆国の殿堂である。
教育機関のストロングが運営する組織、電子ゲーム歴史国際センターが管理しており、ニューヨーク州ロチェスターにあるストロング国立遊びの博物館の内部で2015年6月4日に開館した。
作品が世界ビデオゲームの殿堂の対象となるには、以下の4つの条件を満たす必要がある。
- Icon status（象徴的な存在） - 広く認知され、記憶されている。
- Longevity（長期的な人気） - 一過性のブームにとどまらず、長期にわたって人気を博している。
- Geographical reach（世界的な広がり） - 国境を越えて上記の条件を満たす。
- Influence（影響力） - 他のゲームの設計や開発、他のエンターテインメント、あるいは大衆文化や社会一般に大きな影響を及ぼしたこと。前3項を満たしていなくても、この基準で選出される場合がある。

## 殿堂入りしたゲーム
| 年度   | 選ばれたゲーム |
| ------ | --- |
| 2015年 | スーパーマリオブラザーズ、DOOM、テトリス、パックマン、ポン、World of Warcraft                                                 |
| 2016年 | オレゴン・トレイル、シムピープル、スペースインベーダー、ゼルダの伝説、ソニック・ザ・ヘッジホッグ、グランド・セフト・オートIII |
| 2017年 | ストリートファイターII、ドンキーコング、Halo: Combat Evolved、ポケットモンスター 赤・緑                                       |
| 2018年 | John Madden Football、スペースウォー!、トゥームレイダース、ファイナルファンタジーVII                                          |
| 2019年 | コロッサル・ケーブ・アドベンチャー、スーパーマリオカート、Microsoft Solitaire、モータルコンバット                             |
| 2020年 | King's Quest、センティピード、Bejeweled、Minecraft                                                                            |
| 2021年 | スタークラフト、どうぶつの森+、Microsoft Flight Simulator、Where in the World Is Carmen Sandiego?                             |
| 2022年 | シヴィライゼーション、ゼルダの伝説 時のオカリナ、Dance Dance Revolution、ミズ・パックマン                                     |
| 2023年 | Wii Sports、コンピュータースペース、The Last of Us、Barbie Fashion Designer                                                   |
| 2024年 | アステロイド、Ultima I: The First Age of Darkness、シムシティ、バイオハザード、MYST                                           |
| 2025年 | Quake、ゴールデンアイ 007、たまごっち、ディフェンダー                                                                         |